# Château de Wittschlœssel
Le château de Wittschlœssel, appelé aussi Wittberg, Wittburg ou Windeck, se trouve sur le Wittberg, sur la commune de Dambach, dans le département du Bas-Rhin.

## Histoire
Construit au XIIIe siècle, le château se rapproche plutôt d'une tour de garde dominant la vallée d'Obersteinbach. Il devait être un fortin complétant la sécurité du château de Schœneck.
Mentionné seulement en 1657 à l'occasion d'une description de limite de seigneurie, le château est une possession des Lichtenberg.
À la mort du dernier seigneur de Hanau-Lichtenberg, en 1480, qui auraient inféodé les Dürckheim,, la famille Eckbrecht de Dürckheim, ayant reçu le Unterdorf en bail, en devient propriétaire jusqu'à la Révolution.
Détruit en 1677, probablement par les Français, l'histoire de ce château, lié au château de Schœneck, est peu connue.

## Vestiges
Installé sur une crête rocheuse (440 mètres), il ne subsiste du château que quelques vestiges de murs de grès.
La ruine est composée de deux rochers sur le sommet de la montagne. Entre les deux rochers se trouve une chambre chassée. On aperçoit des trous de poutre dans les rochers ainsi que les restes de la paroi d'un bâtiment penché.

Photos du site
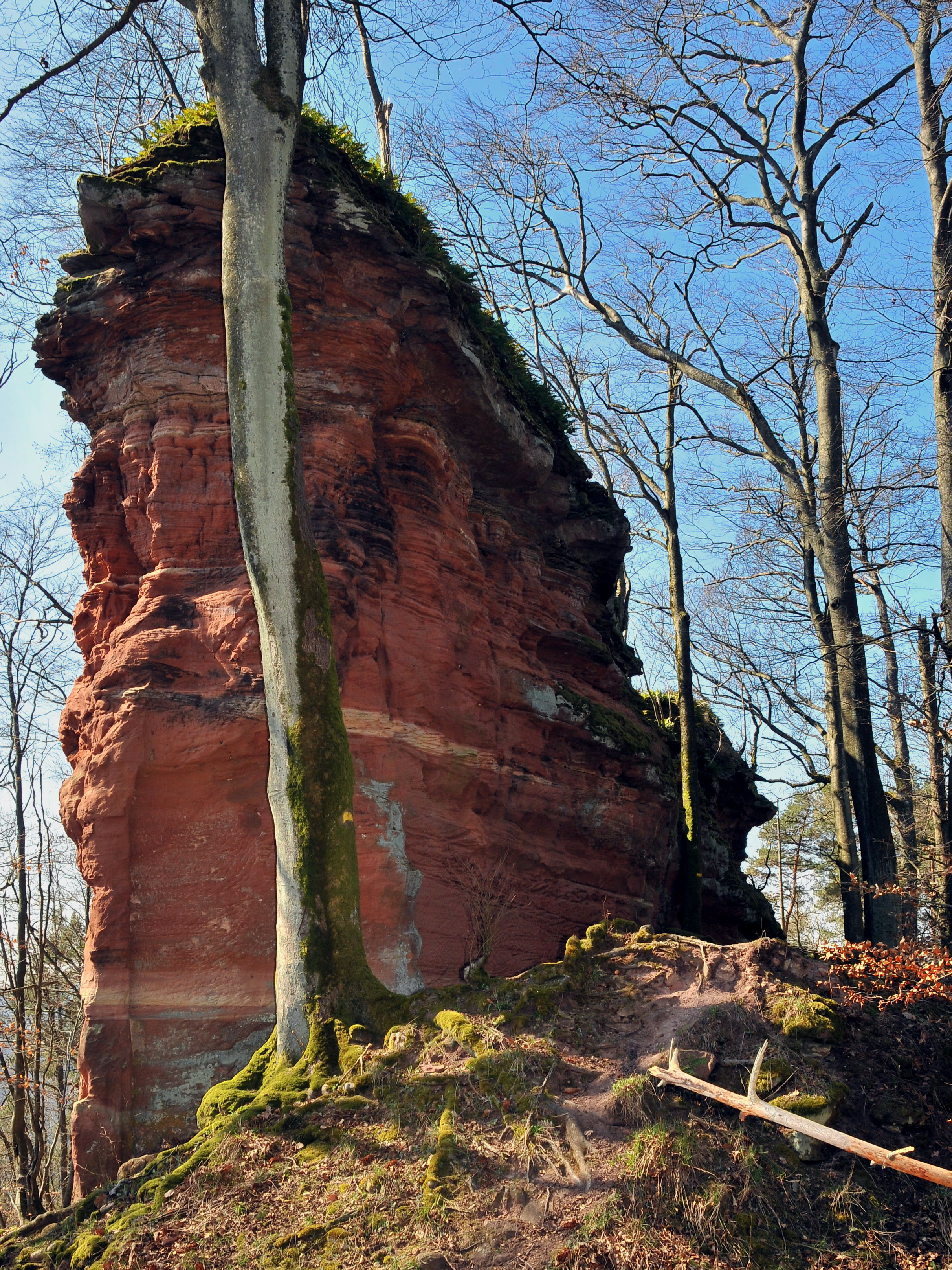
Un des deux rochers
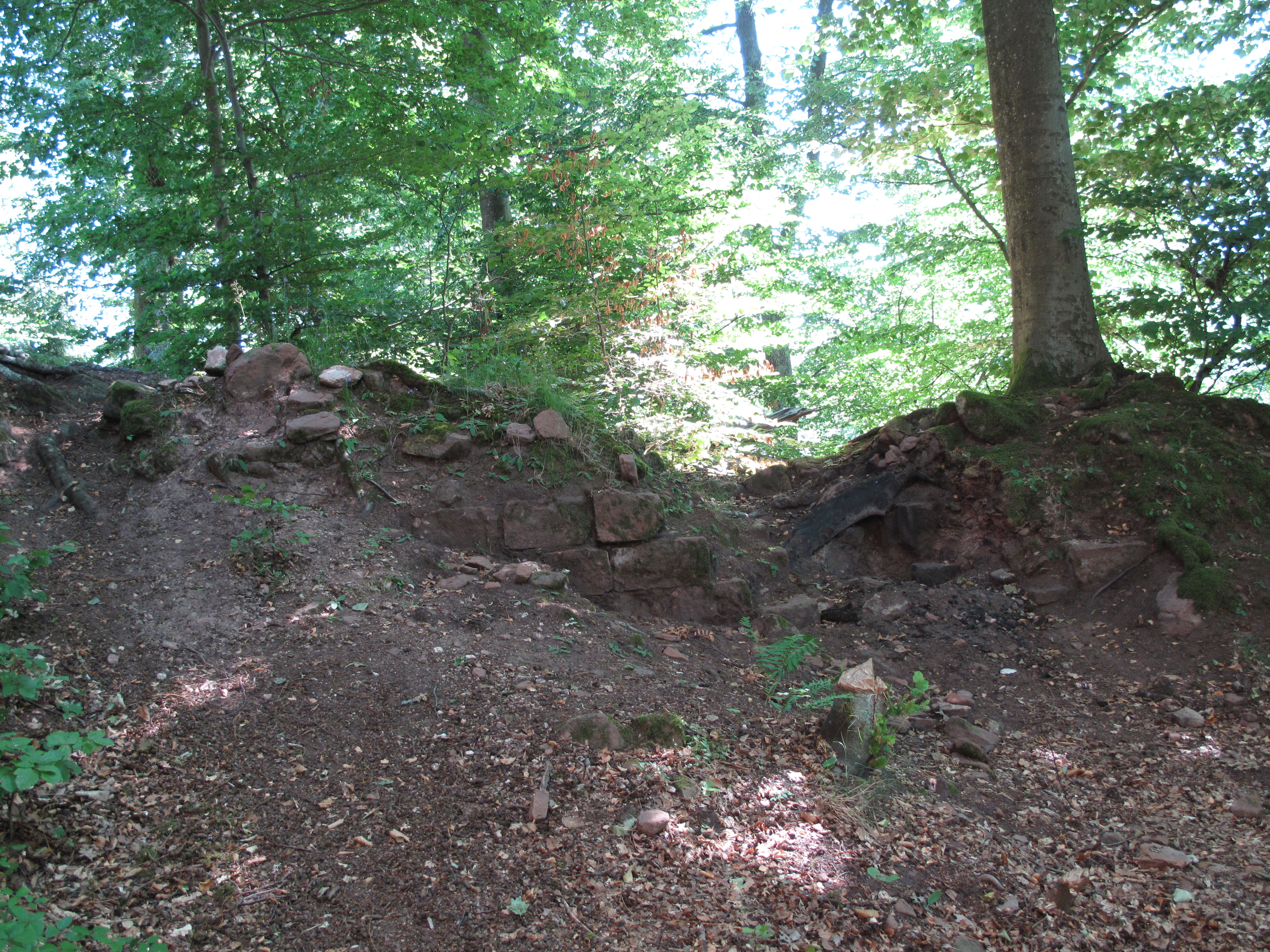
Vestiges côté sud
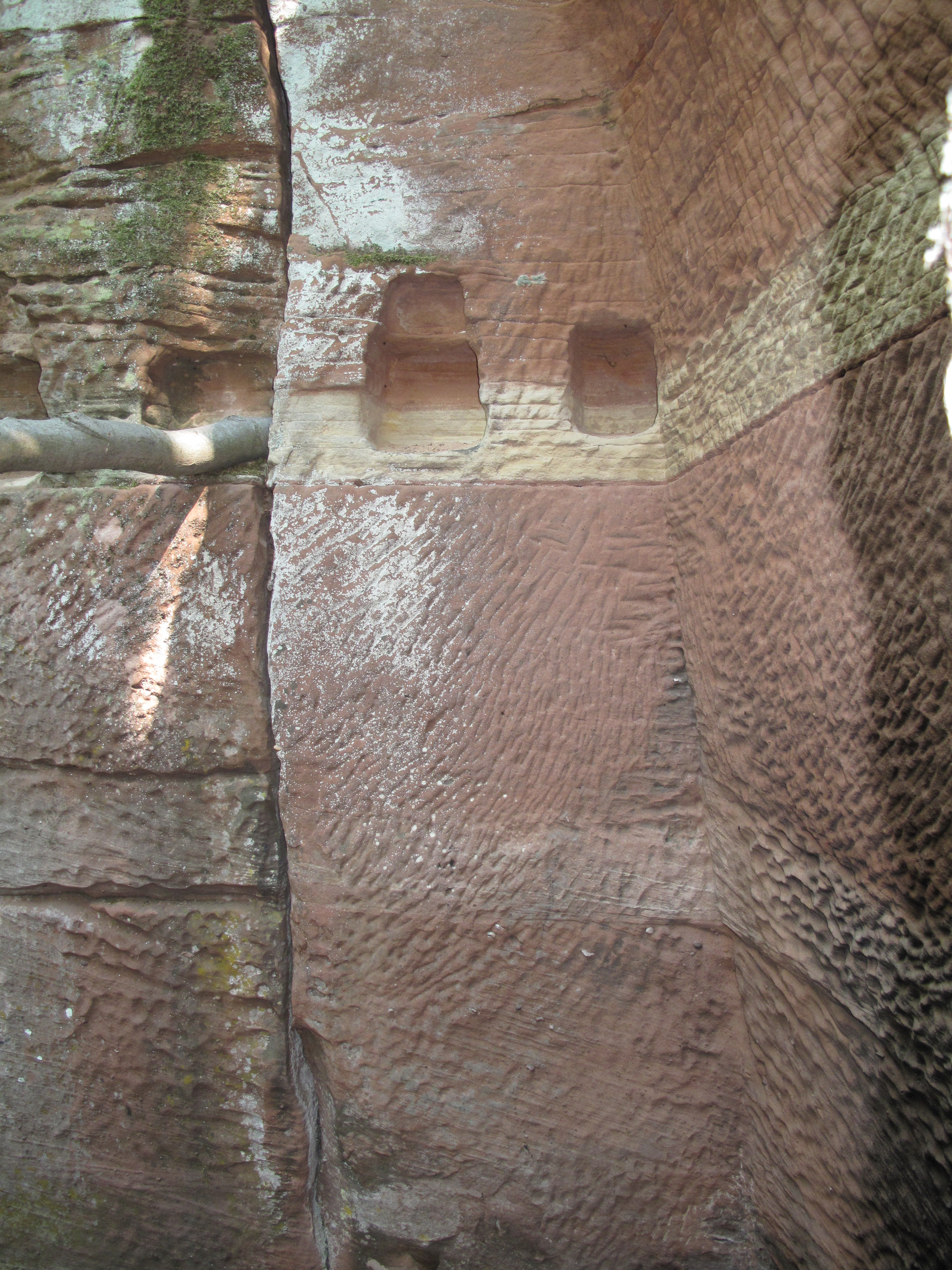
Aménagements dans le rocher côté sud